# Karl Zöppritz
Karl Jakob Zöppritz (født 14. april 1838 i Darmstadt, død 21. marts 1885) var en tysk geofysiker.
Zöppritz, der blev professor i matematik i Giessen 1867 og professor i geografi i Königsberg 1880, gjorde sig særligt fortjent ved påvisning af vindenes betydning for havstrømmene og ved sin håndbog i kortprojektionslære.